# Take Us Alive
| Оценки критиков | Оценки критиков |
| Источник        | Оценка          |
| --------------- | --------------- |
| Dark City       | [ 1 ]           |
| Altsounds.com   | (позитивно)     |

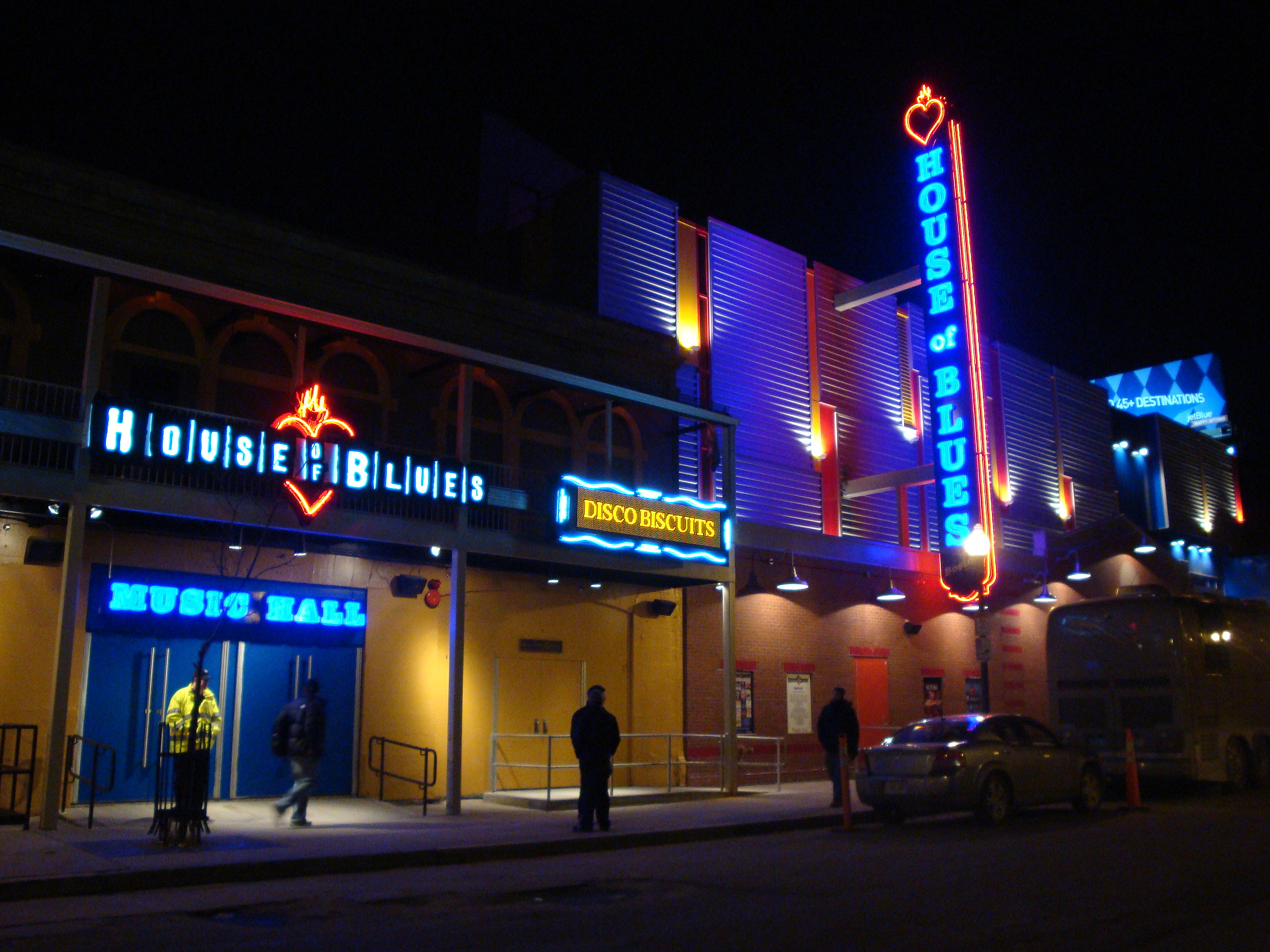
House of Blues, Бостон

Take Us Alive (в пер. с англ. Возьми нас живьём) — концертный CD/DVD американской рок-группы Extreme, вышедший в 2010 году.

## Об альбоме
Take Us Alive записан в 8 августа 2009 года в House of Blues, Бостон. Это был заключительный концерт Extreme в туре East Meets West Tour в поддержку альбома Saudades de Rock, ознаменовавшего воссоединение группы.
«Мы хотели сделать что-то особенное для фанатов нашего родного города, которые были с нами с самого начала... Это была последняя ночь тура, и мы не могли придумать лучшего способа провести её, чем вернуться туда, где всё когда-то началось... Бостон».
На DVD, помимо концерта, включены 4 видеоклипа: «King of the Ladies», «Interface», «Run», «Ghost».

## Список композиций
1. «Decadence Dance» — 8:12
2. «Comfortably Dumb» — 5:23
3. «Rest In Peace» — 5:21
4. «It('s A Monster)» — 5:29
5. «Star» — 5:42
6. «Tell Me Something I Don't Know» — 7:59
7. «Medley: Kid Ego / Little Girls / Teacher's Pet» — 6:00
8. «Play with Me» — 9:06
9. «Midnight Express» — 4:10
10. «More Than Words» — 7:26
11. «Ghost» — 4:51
12. «Cupid's Dead» — 6:58
13. «Take Us Alive» — 6:04
14. «Flight Of The Wounded Bumblebee» — 1:51
15. «Get the Funk Out» — 7:37
16. «Am I Ever Gonna Change» — 6:57
17. «Hole Hearted» — 4:13

## Участники записи
- Гэри Чероне — вокал
- Нуно Беттанкур — гитары, клавишные, бэк-вокал
- Пэт Бэджер — бас-гитара, бэк-вокал
- Кевин Фигьюридо — ударные, перкуссия